# وليم جي. بليك
وليم جي. بليك (بالإنجليزية: William J. Blake)‏ (1894 - 1968)؛ اقتصادي وروائي أمريكي.

## روابط خارجية
- وليم جي. بليك على موقع الموسوعة البريطانية (الإنجليزية)